# 사치비
사치비(Satsivi, 조지아어: საცივი tr, lit. '차가운 요리') 또는 호두 소스를 곁들인 닭고기(chicken in walnut sauce)는 조지아 요리이다. 이는 가금류(닭고기 또는 칠면조)를 호두 소스에 넣어 만들며, 일반적으로 소금, 후추, 마늘, 호로파, 고수 (식물) 및 계피로 양념한다. 사치비라는 용어는 호두 소스로 만든 다양한 가금류 요리의 일반적인 이름으로도 사용된다.

## 설명
사치비는 호두 소스로 만든 조지아 요리로, 삶거나 튀긴 칠면조나 닭고기를 찍어 먹는 차가운 소스로 제공된다. 전통적으로 사치비는 호두, 물, 마늘, 말린 허브 혼합물(보통 이메레티 사프란과 호로파), 식초, 카옌고추, 그리고 맛을 내기 위한 식용 소금으로 만들어진다. 이러한 점에서 코카서스 지역의 사치비는 남쪽 지방의 견과류 또는 콩 기반 페이스트 소스, 예를 들어 시리아, 레바논, 또는 일반적으로 레반트 요리에서 발견되는 훔무스(종종 마늘, 신맛을 내는 레몬즙, 타히니 또는 참깨 버터/페이스트 포함)와 유사하다.

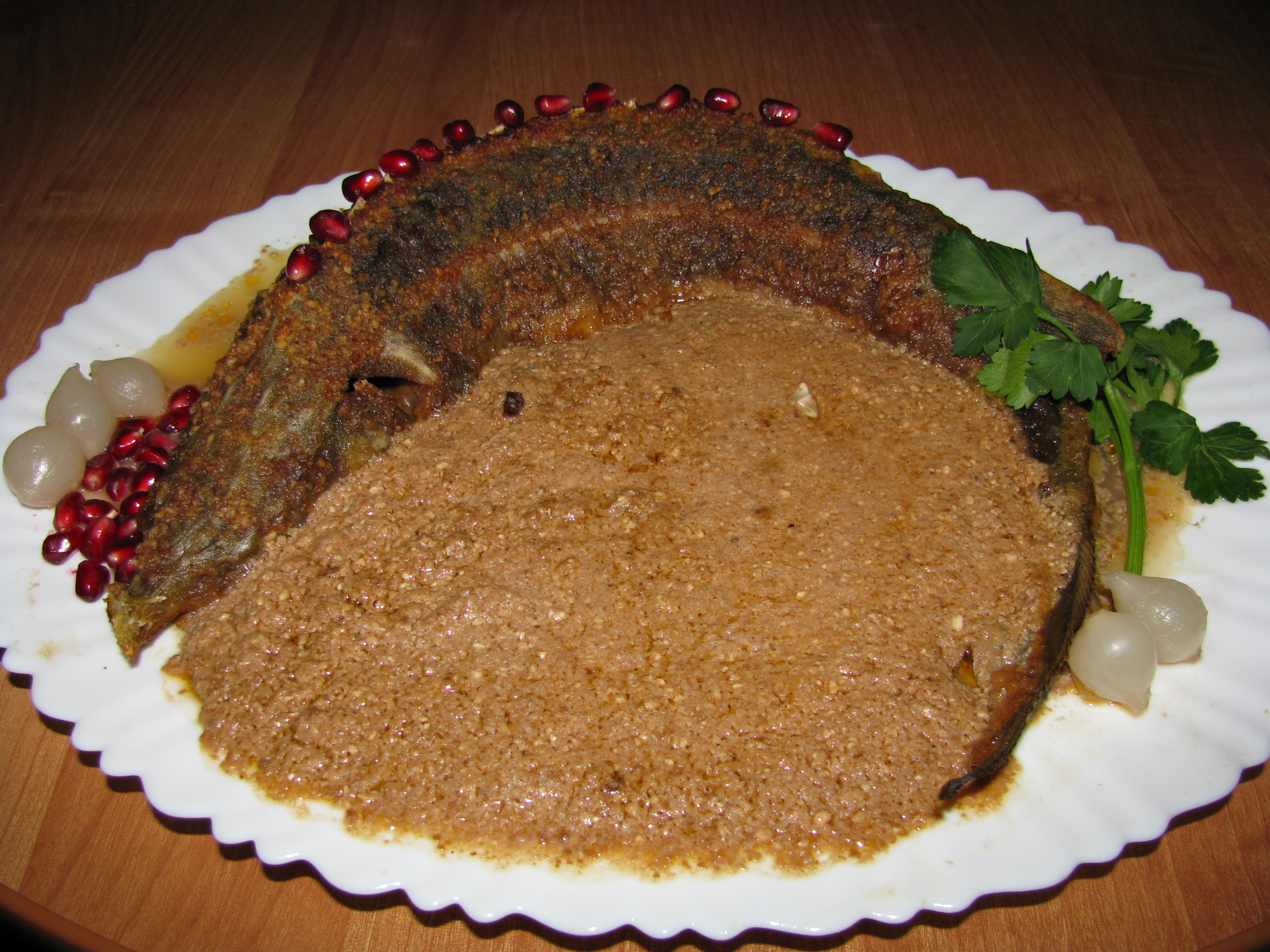
호두 소스를 곁들인 철갑상어

사치비에 담긴 삶은 칠면조 또는 닭고기 조각은 겨울 휴일 잔치의 주요 음식이다. 요리 전체를 일반적으로 사치비라고도 부른다. 가지나 콜리플라워로 만든 채식주의자용 사치비도 있다.

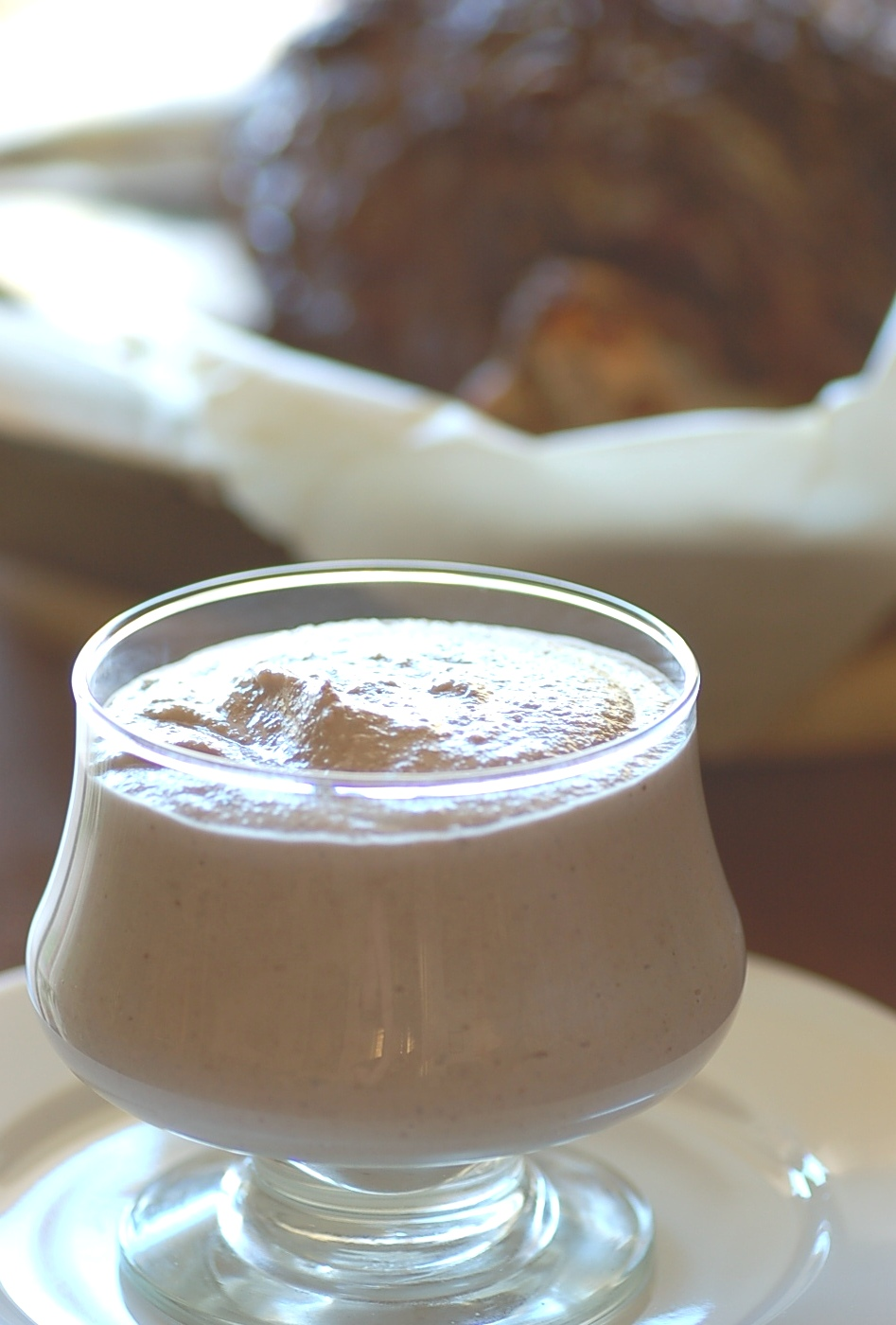
호두 소스

호두 페이스트를 곁들인 삶은 닭고기 요리는 튀르키예, 레반트, 이집트 요리에서 체르케스 닭으로 알려져 있으며, 북부 이란의 카스피 요리에서는 아쿠즈라고 불린다.

## 같이 보기
- 바제
- 니그비지아니 바드리아니
- 소스 목록